# Аэрофлотский
Аэрофло́тский (укр. Аерофлотський, крымскотат. Aeroflotskiy, Аэрофлотский) — посёлок городского типа / посёлок в Крыму. Входит в состав городского округа Симферополь (Грэсовского поселкового совета Симферопольского горсовета).

## Население
| 1970  | 1979  | 1989  | 2001  | 2009  | 2010  | 2011  |
| ----- | ----- | ----- | ----- | ----- | ----- | ----- |
| 1450  | ↗1879 | ↗2787 | ↘1970 | ↗2219 | ↗2228 | ↗2254 |
| 2012  | 2013  | 2014  |       |       |       |       |
| ↗2296 | ↗2325 | ↘1768 |       |       |       |       |

Аэрофлотский расположен в центральной части Крыма, в 13 км от Симферополя, с которым имеет транспортное сообщение по троллейбусной линии и маршрутным такси.
В посёлке расположен Симферопольский аэропорт, автостанция «Аэропорт», детский сад «Космонавт», храм-часовня иконы Божией Матери Одигитрия, клуб, гостиница.
На 2018 год в посёлке имеется 4 переулка, 8 улиц и 1 площадь. На 2009 год, по данным горсовета, в посёлке проживало 3,2 тысячи человек.

## История
Основан в 1935 году в связи с введением в эксплуатацию Центрального аэропорта. Кроме аэропорта, основными предприятиями являются региональное структурное подразделение «Крым Аэродвижение», авиакомпания «Крым» и стройуправление-813.

## Транспорт
В посёлок Аэрофлотский ходят все три вида городского транспорта которые представлены в Симферополе.
- Автобус: № 98.
- Маршрутка: № 100.
- Троллейбус: № 9.